# Scyracepon quadrihamatum
Scyracepon quadrihamatum là một loài chân đều trong họ Bopyridae. Loài này được Shiino miêu tả khoa học năm 1936.